# Rafael Gaúcho
Rafael Pompeo Rodrigues Ledesma (Porto Alegre-RS, 31 de Dezembro de 1982), mais conhecido no Brasil por Rafael Gaúcho e na Europa por Rafael Ledesma, é um futebolista brasileiro que atua como atacante.

## Carreira
Revelado pelo Santa Cruz-RS, o futebol de Rafael começou a ser reconhecido nacionalmente no Juventude. 
Em 2004 foi cedido por empréstimo ao Flamengo, onde foi apresentado discretamente ao lado do lateral-esquerdo Roger Guerreiro. Pelo clube, atuou em 17 partidas, e marcou três gols - contra o Santa Cruz, o CFZ-DF e o Paraná, todos pela Copa do Brasil. 
Em maio de 2004, retornou ao Juventude, que o vendeu ao futebol português, onde jogou por Académica de Coimbra e Estrela da Amadora. 
Chegou a retornar o Brasil em uma curta passagem pelo Atlético Mineiro em 2006, onde defendeu o clube em 2 jogos da Série B e retornou ao futebol europeu, onde atuou por: Kaunas e FK Suduva (Lituânia), Partizan Minsk e Dínamo Minsk (Bielorrússia), Ethnikos Achnas (Chipre), Birkirkara, Sliema Wanderes, Valletta FC e Gzira United (Malta).

## Títulos
Flamengo
- Taça Guanabara:  2004
- Campeonato Carioca: 2004

 FBK Kaunas
- Campeonato Lituano de Futebol: 2006, 2007
- Copa da Lituânia: 2007, 2008
- Baltic League: 2008

 Sliema Wanderers FC
- Maltese Premier League: 2015–16
- Maltese FA Trophy: 2014–15
- Maltese Super Cup: 2014

### Conquistas individuais
- Melhor jogador do Campeonato Lituano - 2007[1]
- Artilheiro do Campeonato Lituano - 2008 (14 gols)[1]
- Melhor jogador do ano do Futbolo Klubas Sūduva: 2012